# Jüdischer Friedhof (Cramberg)
Der Jüdische Friedhof Cramberg ist ein jüdischer Friedhof in der Ortsgemeinde Cramberg im Rhein-Lahn-Kreis in Rheinland-Pfalz. Der Friedhof ist ein geschütztes Kulturdenkmal.
Der Friedhof liegt etwa 700 Meter nordwestlich von Cramberg am oberen Teil des bewaldeten Abhangs zur Lahn hinunter gegenüber von Geilnau. Der Friedhof mit insgesamt etwa 60 Grabsteinen besteht aus einem älteren Teil auf einem abschüssigen Hang, der heute bewaldet ist. Einige Grabsteine sind teilweise eingesunken, beziehungsweise stark geneigt. Teilweise enthalten sie kunstvolle Inschriften. Die älteren Grabsteine sind hebräisch beschriftet, in einer Übergangszeit wurden sie dann auf der anderen Seite oft auch deutsch beschriftet, während man sich bei neueren Inschriften oft nur mehr jüdischer Symbole bediente und die Steine Deutsch beschriftete.
Der neuere Teil des Friedhofs liegt östlich des älteren Teils auf einer von einer Hainbuchenhecke eingefassten Wiese. Im westlichen Teil der Wiese befindet sich eine Gedenktafel aus Stahl, die an die jüdischen Opfer der nationalsozialistischen Herrschaft aus Cramberg erinnert. Die Tafel wurde im Oktober 2011 eingeweiht.
Der Friedhof wurde im 17. Jahrhundert angelegt. Die Fürsten von Schaumburg beabsichtigten damit eine Begräbnisstätte für die Juden der Grafschaft Schaumburg. Belegt wurde der Friedhof vor allem von Juden aus Cramberg und Holzappel, bis dort ein eigener jüdischer Friedhof errichtet wurde.

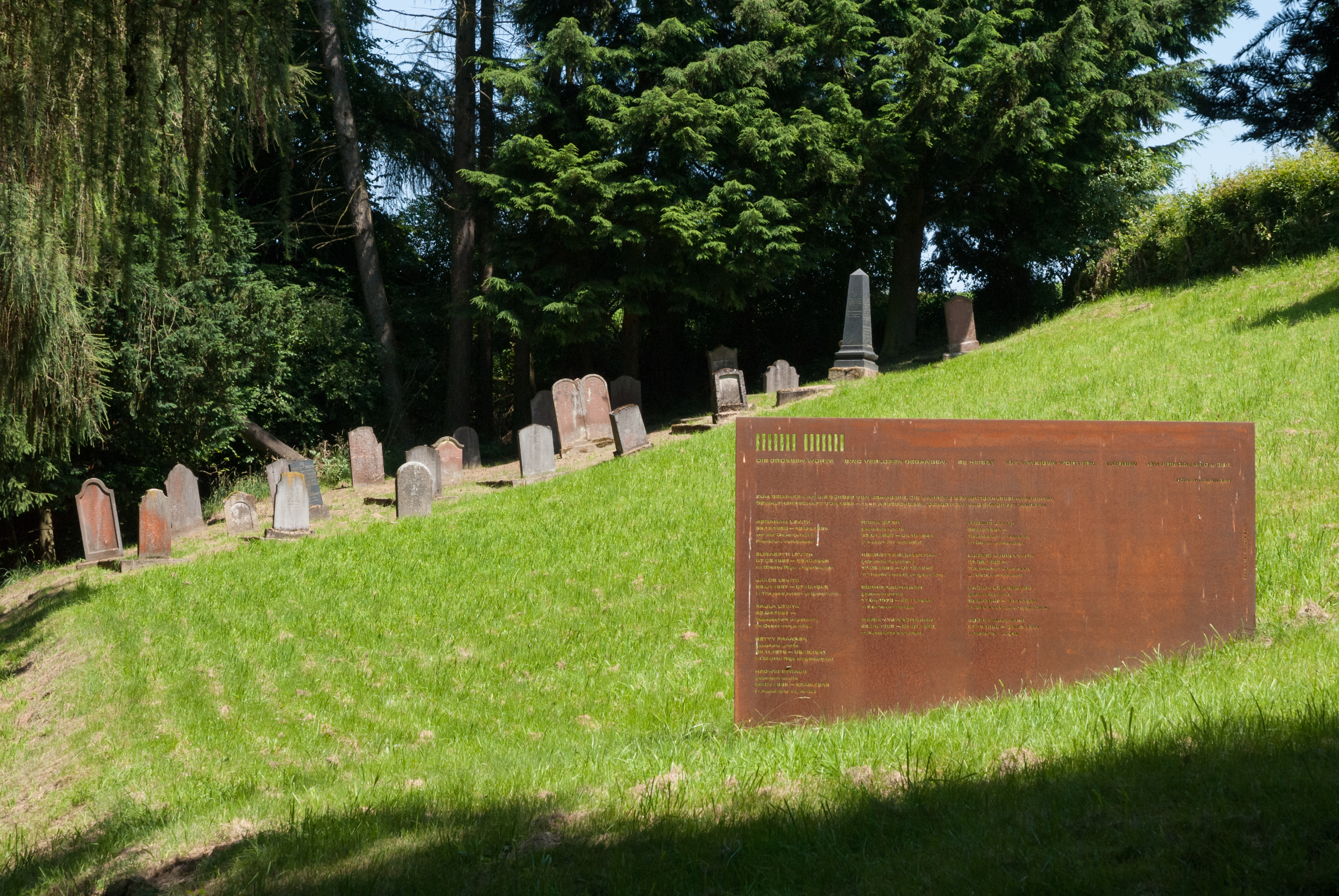
Der neuere Teil des Friedhofs mit der Gedenktafel
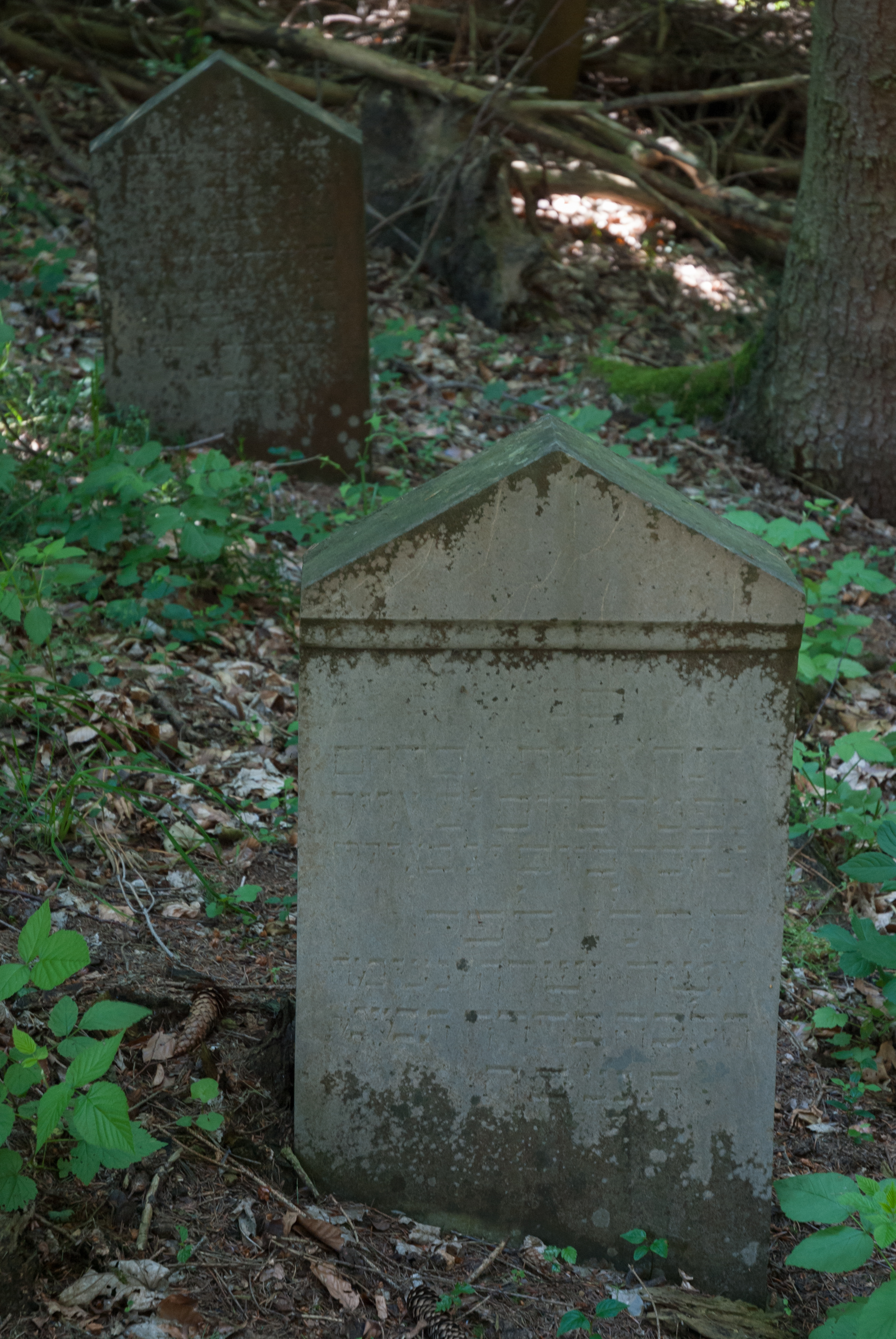
Hebräisch beschriftete Steine im älteren Teil des Friedhofs
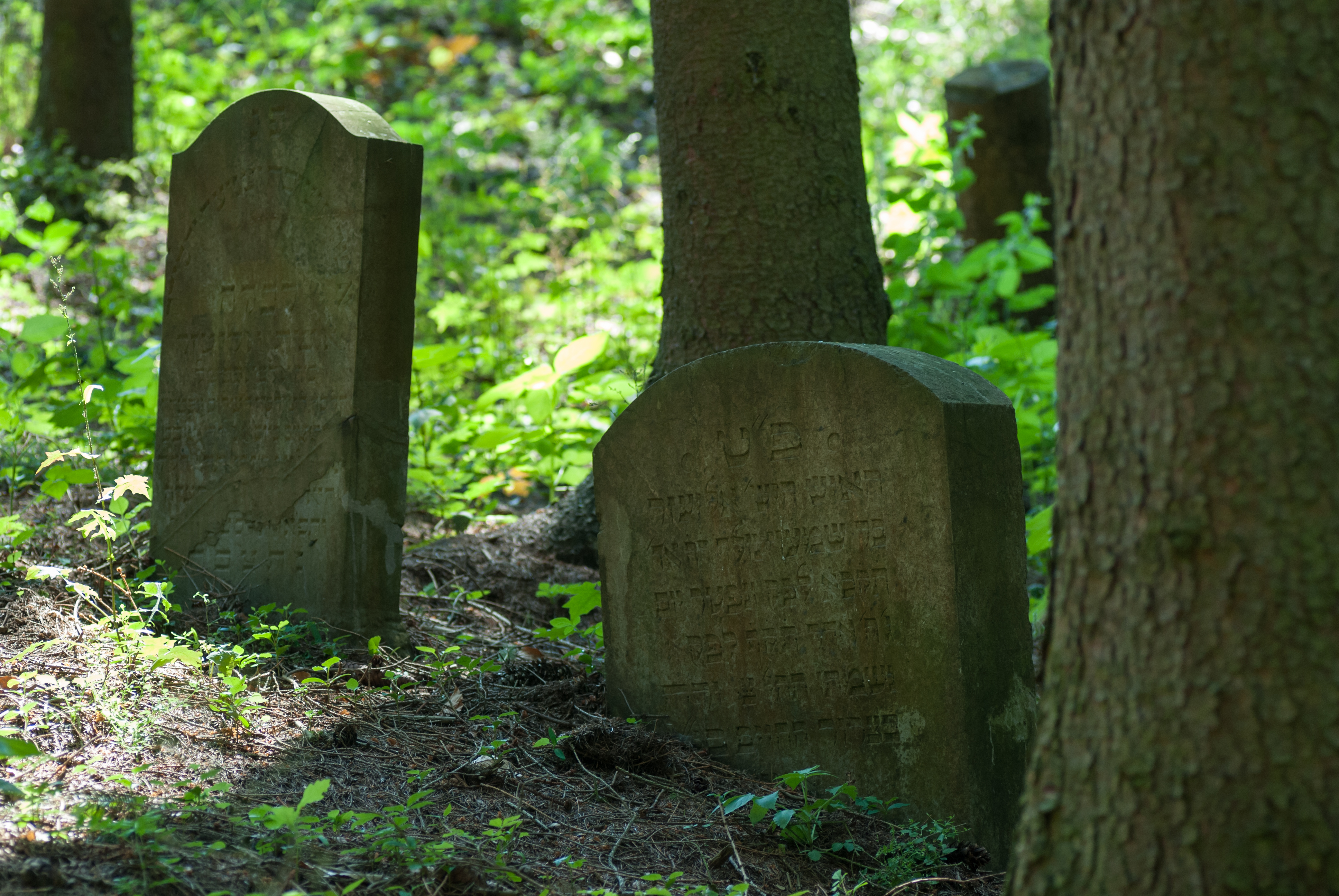
Teilweise sind die Grabsteine im Waldboden eingesunken
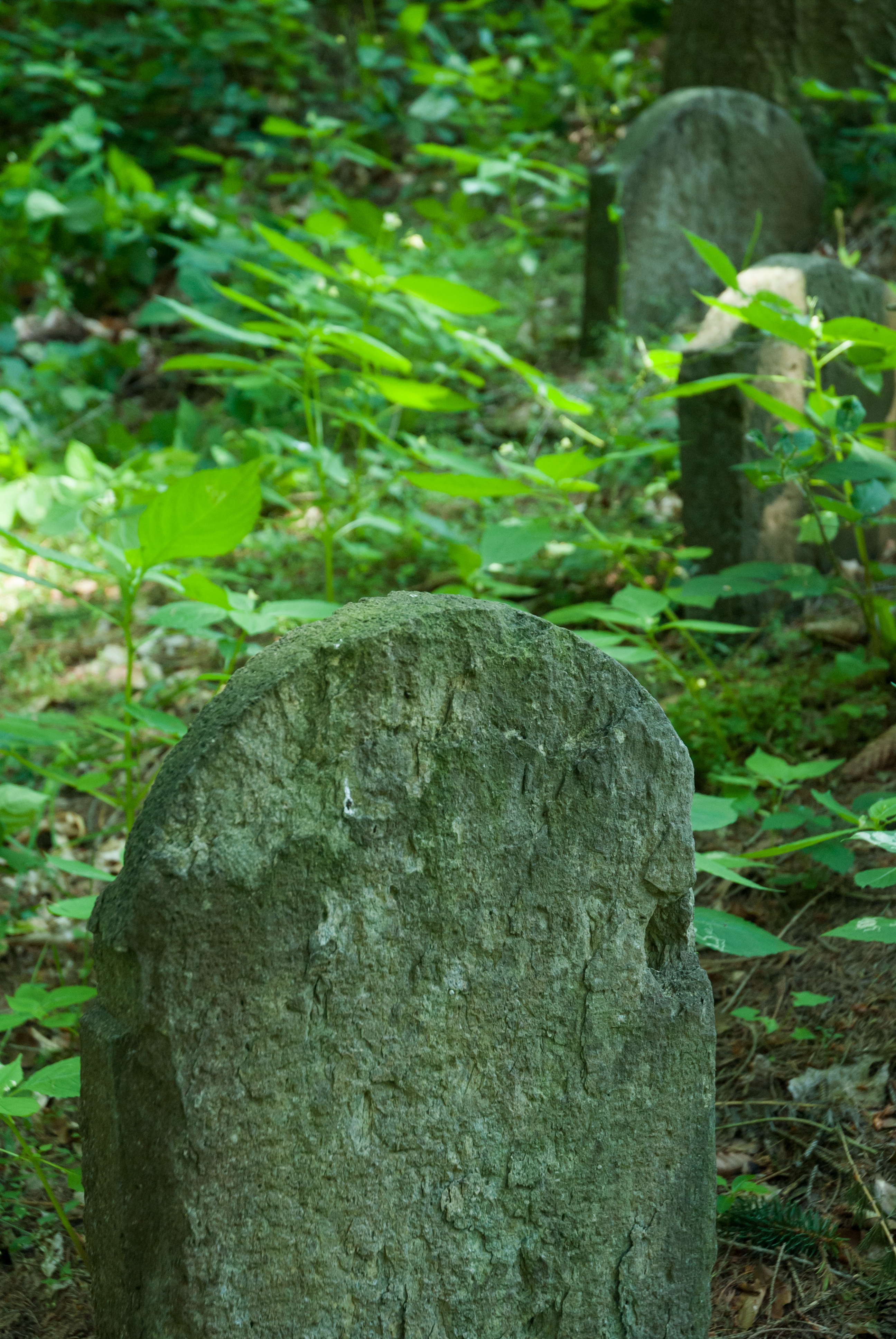
Stark verwitterte Steine im östlichsten Bereich des alten Teils